# UFC 107
UFC 107: Penn vs. Sanchez（ユーエフシー・ワンオーセブン：ペン・ヴァーサス・サンチェス）は、アメリカ合衆国の総合格闘技団体「UFC」の大会の一つ。2009年12月12日、テネシー州メンフィスのフェデックス・フォーラムで開催された。

## 大会概要
メインイベントではBJ・ペンとディエゴ・サンチェスによる世界ライト級タイトルマッチが行われ、ペンがサンチェスをカットによるTKOで降し、3度目の王座防衛に成功した。
当初ポール・ブエンテロと対戦が予定されていたトッド・ダフィーが負傷により欠場し、替わってステファン・ストルーフェが出場した。
キャリア7戦全勝のヒカルド・フンシがUFCデビュー。

## 試合結果

### プレリミナリィカード
第1試合 ウェルター級 5分3R
○  TJ・グラント vs.  ケヴィン・バーンズ ×
1R 4:57 TKO（レフェリーストップ：右フック→パウンド）
第2試合 ウェルター級 5分3R
○  ダマルケス・ジョンソン vs.  エドガー・ガルシア ×
1R 4:03 三角絞め
第3試合 ミドル級 5分3R
○  ホジマール・パリャーレス vs.  ルシオ・リニャーレス ×
2R 3:21 ヒールホールド
第4試合 ウェルター級 5分3R
○  ジョニー・ヘンドリックス vs.  ヒカルド・フンシ ×
3R終了 判定3-0（30-27、30-27、30-25）
第5試合 ライト級 5分3R
○  マット・ワイマン vs.  シェイン・ネルソン ×
3R終了 判定3-0（30-27、30-27、30-27）
第6試合 キャッチウェイトバウト（195ポンド） 5分3R
○  アラン・ベルチャー vs.  ウィウソン・ゴヴェイア ×
1R 3:03 TKO（レフェリーストップ：右フック→パウンド）

### メインカード
第7試合 ヘビー級 5分3R
○  ステファン・ストルーフェ vs.  ポール・ブエンテロ ×
3R終了 判定2-0（29-28、29-28、28-28）
第8試合 ライト級 5分3R
○  ケニー・フロリアン vs.  クレイ・グイダ ×
2R 2:19 チョークスリーパー
第9試合 ウェルター級 5分3R
○  ジョン・フィッチ vs.  マイク・ピアース ×
3R終了 判定3-0（29-28、29-28、29-28）
第10試合 ヘビー級 5分3R
○  フランク・ミア vs.  シーク・コンゴ ×
1R 1:12 TKO（レフェリーストップ：ギロチンチョーク）
第11試合 UFC世界ライト級タイトルマッチ 5分5R
○  BJ・ペン vs.  ディエゴ・サンチェス ×
5R 2:37 TKO（ドクターストップ：額のカット）
※ペンが3度目の王座防衛に成功。

### 各賞
ファイト・オブ・ザ・ナイト： アラン・ベルチャー vs. ウィウソン・ゴヴェイア
ノックアウト・オブ・ザ・ナイト： TJ・グラント
サブミッション・オブ・ザ・ナイト： ダマルケス・ジョンソン
各選手にはボーナスとして65,000ドルが支給された。